# 아르만드 컬리네스쿠

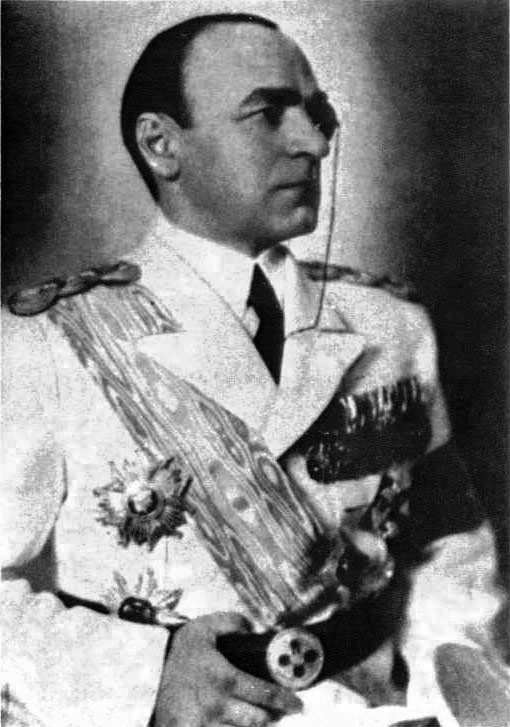
아르만드 컬리네스쿠

아르만드 컬리네스쿠(루마니아어: Armand Călinescu, 1893년 6월 4일 ~ 1939년 9월 21일)는 루마니아의 경제학자, 정치인이다.